# Hieracium zelenaglavense
Hieracium zelenaglavense, vrsta runjike, trajnica iz porodice glavočika. Endem je u Bosni i Hercegovini. Opisana je 1963.